# Grzybówka różowa

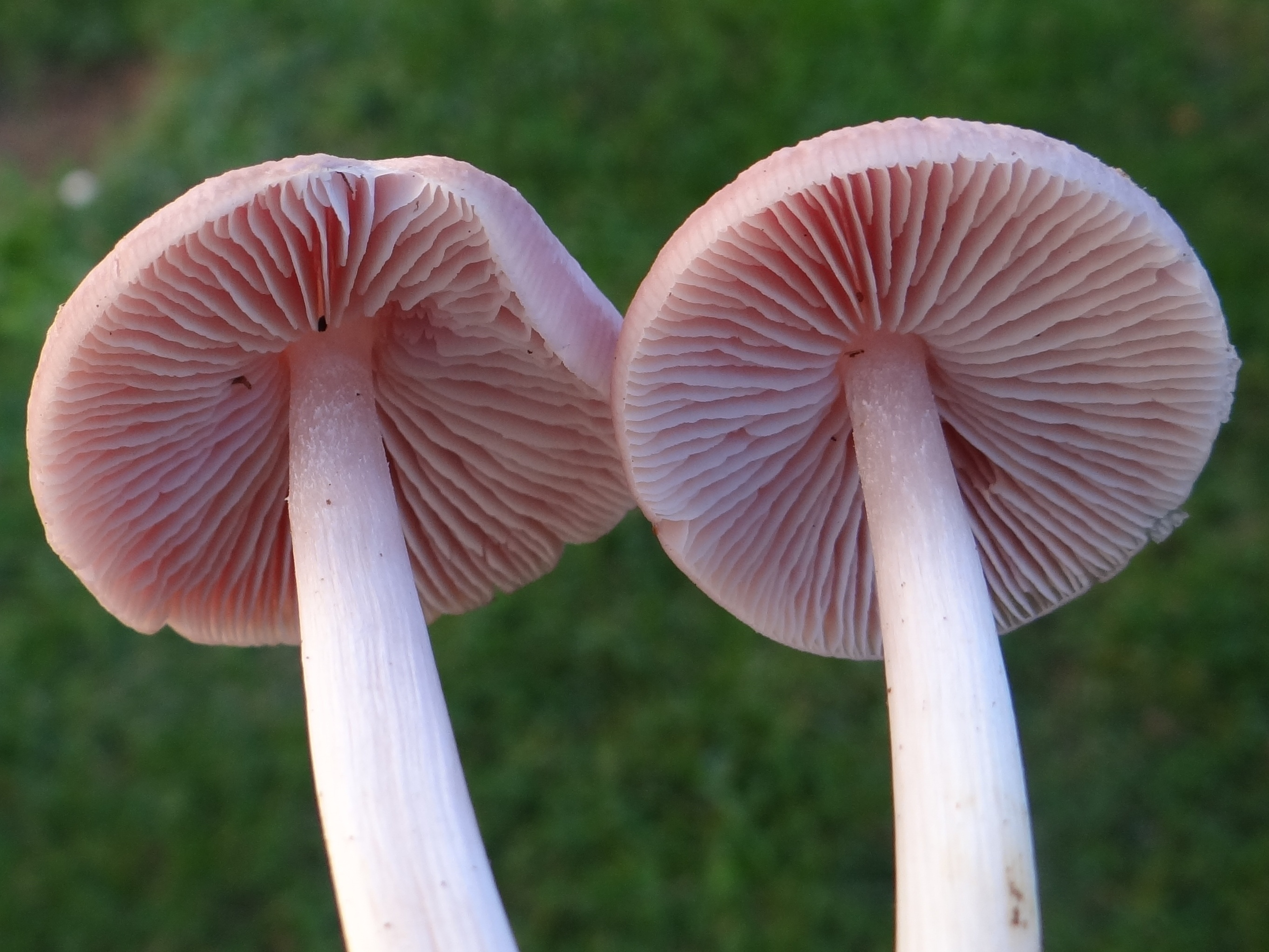

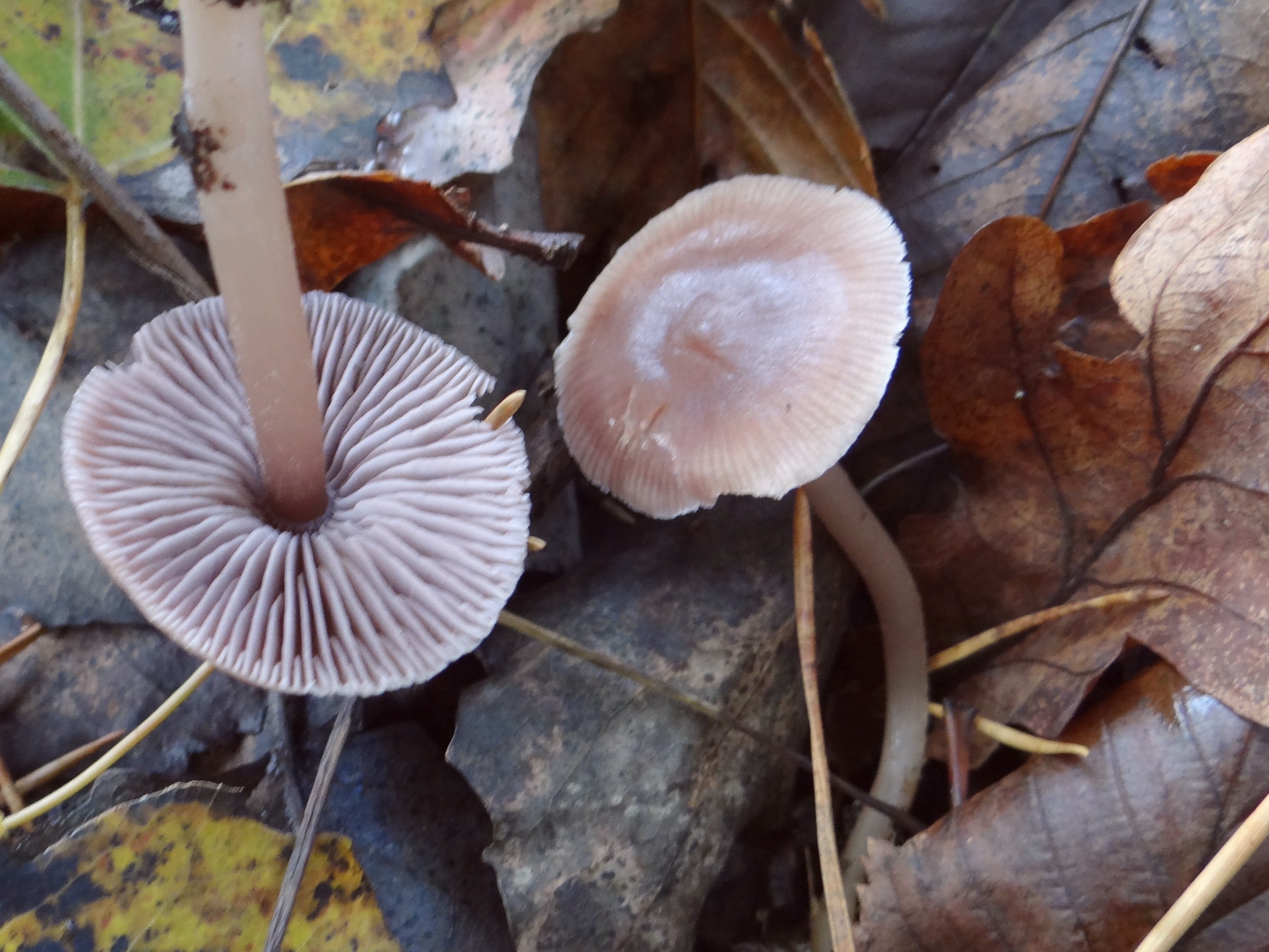
Podczas wilgotnej pogody

Grzybówka różowa (Mycena rosea Gramberg) – gatunek grzybów z rodziny grzybówkowatych (Mycenaceae).

## Systematyka i nazewnictwo
Pozycja w klasyfikacji: Mycenaceae, Agaricales, Agaricomycetidae, Agaricomycetes, Agaricomycotina, Basidiomycota, Fungi (według Index Fungorum).
Synonimy naukowe:

- Agaricus roseus Schumach. 1803
- Mycena pura f. rosea (Gramberg) J.E. Lange 1936
- Mycena pura var. rosea (Gramberg) J.E. Lange 1938
- Mycena rosea f. candida Robich 2003
- Mycena rosea f. candida Robich 2005
- Mycena rosea Gramberg 1912 f. rosea

Nazwę polską podał Władysław Wojewoda w 1987 r. W polskim piśmiennictwie mykologicznym gatunek ten ma też nazwę grzybówka czysta, forma różowa.

## Morfologia
Kapelusz
Średnica 2–5 cm, za młodu kulisty, potem płaski, na koniec całkowicie rozpostarty. Na środku posiada garb. Jest wybitnie higrofaniczny, w stanie wilgotnym kapelusz jest prążkowany wskutek prześwitywania blaszek. Kolor od bladoróżowego do różowego, garb natomiast podczas suchej pogody ma wskutek wysychania kolor kremowożółty lub żółty.
Blaszki
Rzadkie, brzuchate, a przy trzonie wykrojone i wąskie. Ostrza blaszek gładkie. Początkowo są białe, z czasem stają się bladoróżowe.
Trzon
Wysokość 4–7 cm, grubość do 0,7 cm, walcowaty, prosty, o nieco zgrubiałej podstawie. U młodych okazów jest pełny, u starszych rurkowaty. Kolor białawy lub białoróżowy, powierzchnia delikatnie włóknista.
Miąższ
Cienki, biały, o słabym smaku i zapachu rzodkwi.
Wysyp zarodników
Biały. Zarodniki szerokoeliptyczne, amyloidalne o powierzchni gładkiej. Na jednej stronie posiadają odgięty dzióbek. Rozmiary: 6–9 × 2,5–4 μm.

## Występowanie i siedlisko
Występuje w Europie.
Gatunek pospolity.
Rośnie na ziemi w lasach liściastych i mieszanych na ściółce leśnej, szczególnie często na glebach wapiennych. Owocniki pojawiają się od maja do października.

## Znaczenie
Grzyb trujący. Zawiera dużą ilość muskaryny.

## Gatunki podobne
Może być pomylona z grzybówką czystą (Mycena pura), zwaną też grzybówką fioletową. Grzybówka czysta ma odcień bardziej fioletowy i występuje w lasach iglastych.